# Hadassah
Hadassah: l'Organització Sionista Femenina Americana, (en anglès: Hadassah: American Women's Zionist Organization) és una organització femenina estatunidenca de dones jueves voluntàries. Va ser fundada en 1912 per Henrietta Szold.
Hadassah és una de les majors organitzacions jueves internacionals, amb 330.000 membres en els Estats Units. Hadassah recapta fons per als programes de la comunitat i per a les iniciatives que estan relacionades amb la salut a Israel, incloent el Centre Mèdic Hadassah, un hospital a Israel, que dona tractament a pacients de totes les religions i races en la ciutat de Jerusalem.
En els Estats Units, l'organització advoca en favor dels drets de les dones, l'autonomia religiosa i les relacions diplomàtiques entre els Estats Units i l'Estat d'Israel. A Israel, Hadassah dona suport a l'educació, la sanitat, la recerca i desenvolupament, les iniciatives de dones, les escoles i els programes per a joves amb pocs recursos econòmics.
El 2005 els dos hospitals de Jerusalem de Hadassah foren nominades al Premi Nobel de la Pau citant les àrees on van promoure la pau:
- Mantenint un tractament igualitari per a tots independentment de la nacionalitat, ètnia i religió.
- Sent un exemple de cooperació i coexistència tenint treballadors de diverses creences religioses.
- Iniciatives per a crear ponts per a la pau, fins i tot durant moments d'hostilitat d'Israel amb altres països.

El 2014, la presidenta nacional de Hadassah, Marcie Natan, fou nomenada per The Jerusalem Post una de les 50 persones jueves més influents.